# Torneos WTA 125s en 2019
La WTA 125K series es la secundaria del circuito de tenis profesional organizado por la Asociación de Tenis de Mujeres. El WTA 125K series 2019 consiste en un calendario de once torneos, donde cada uno paga una bolsa de premios de 125 000 dólares a excepción de los Oracle Challenger Series que reparten 150 000 dólares.

## Torneos
| Semana          | Torneo | Campeonas                                               | Subcampeonas                              | Semifinalistas                       | Cuartos de final                                                   |
| --------------- | --- | ------------------------------------------------------- | ----------------------------------------- | ------------------------------------ | ------------------------------------------------------------------ |
| 21 de enero     | Oracle Challenger Series Newport Beach Newport Beach, Estados Unidos $150,000 – Dura – 32S/16Q/16D Cuadro Individual – Cuadro Dobles | Bianca Andreescu 0-6, 6-4, 6-2                          | Jessica Pegula                            | Lauren Davis Tatjana Maria           | Rebecca Peterson Taylor Townsend Eugenie Bouchard Nicole Gibbs     |
| 21 de enero     | Oracle Challenger Series Newport Beach Newport Beach, Estados Unidos $150,000 – Dura – 32S/16Q/16D Cuadro Individual – Cuadro Dobles | Hayley Carter Ena Shibahara 6-3, 7-6(1)                 | Taylor Townsend Yanina Wickmayer          | Lauren Davis Tatjana Maria           | Rebecca Peterson Taylor Townsend Eugenie Bouchard Nicole Gibbs     |
| 25 de febrero   | Oracle Challenger Series Indian Wells Indian Wells, Estados Unidos $150,000 – Dura – 32S/16Q/16D Cuadro Individual – Cuadro Dobles   | Viktorija Golubic 3-6, 7-5, 6-3                         | Jennifer Brady                            | Qiang Wang Zarina Diyas              | Kristýna Plíšková Sara Sorribes Francesca Di Lorenzo Nicole Gibbs  |
| 25 de febrero   | Oracle Challenger Series Indian Wells Indian Wells, Estados Unidos $150,000 – Dura – 32S/16Q/16D Cuadro Individual – Cuadro Dobles   | Kristýna Plíšková Evgeniya Rodina 7-6(7), 6-4           | Taylor Townsend Yanina Wickmayer          | Qiang Wang Zarina Diyas              | Kristýna Plíšková Sara Sorribes Francesca Di Lorenzo Nicole Gibbs  |
| 11 de marzo     | Abierto Zapopan Guadalajara, México $125,000 – Dura – 32S/16Q/16D Cuadro Individual – Cuadro Dobles                                  | Veronika Kudermétova 6-2, 6-0                           | Marie Bouzková                            | Tatjana Maria Fiona Ferro            | Kristýna Plíšková Olga Danilović Renata Zarazúa Magda Linette      |
| 11 de marzo     | Abierto Zapopan Guadalajara, México $125,000 – Dura – 32S/16Q/16D Cuadro Individual – Cuadro Dobles                                  | María Sánchez Fanny Stollár 7-5, 6-1                    | Cornelia Lister Renata Voráčová           | Tatjana Maria Fiona Ferro            | Kristýna Plíšková Olga Danilović Renata Zarazúa Magda Linette      |
| 22 de abril     | Kunming Open Anning, China $125,000 – Tierra batida – 32S/16Q/16D Cuadro Individual – Cuadro Dobles                                  | Saisai Zheng 5-7, 6-2, 6-1                              | Yafan Wang                                | Yanina Wickmayer Xinyun Han          | Mai Minokoshi Lin Zhu Danielle Lao Jiajing Lu                      |
| 22 de abril     | Kunming Open Anning, China $125,000 – Tierra batida – 32S/16Q/16D Cuadro Individual – Cuadro Dobles                                  | Yingying Duan Yafan Wang 7-6(5), 6-3                    | Naomi Broady Yanina Wickmayer             | Yanina Wickmayer Xinyun Han          | Mai Minokoshi Lin Zhu Danielle Lao Jiajing Lu                      |
| 4 de junio      | Croatian Bol Open Bol, Croacia $125,000 – Tierra batida – 32S/16Q/16D Cuadro Individual – Cuadro Dobles                              | Tamara Zidanšek 7–5, 7–5                                | Sara Sorribes Tormo                       | Kaja Juvan Anna Karolína Schmiedlová | Timea Bacsinszky Aleksandra Krunić Jil Teichmann Laura Siegemund   |
| 4 de junio      | Croatian Bol Open Bol, Croacia $125,000 – Tierra batida – 32S/16Q/16D Cuadro Individual – Cuadro Dobles                              | Timea Bacsinszky Mandy Minella 0–6, 7–6(7–3), [10–4]    | Cornelia Lister Renata Voráčová           | Kaja Juvan Anna Karolína Schmiedlová | Timea Bacsinszky Aleksandra Krunić Jil Teichmann Laura Siegemund   |
| 8 de julio      | Swedish Open Bastad, Suecia $140,000 – Tierra batida – 32S/24Q/16D Cuadro Individual – Cuadro Dobles                                 | Misaki Doi 6–4, 6–4                                     | Danka Kovinić                             | Aleksandra Krunić Katarzyna Kawa     | Johanna Larsson Mona Barthel Natalia Vikhlyantseva Fiona Ferro     |
| 8 de julio      | Swedish Open Bastad, Suecia $140,000 – Tierra batida – 32S/24Q/16D Cuadro Individual – Cuadro Dobles                                 | Misaki Doi Natalia Vikhlyantseva 7–5, 6–7(4–7), [10–7]  | Alexa Guarachi Danka Kovinić              | Aleksandra Krunić Katarzyna Kawa     | Johanna Larsson Mona Barthel Natalia Vikhlyantseva Fiona Ferro     |
| 29 de julio     | Liqui Moly Open Karlsruhe Karlsruhe, Alemania $125,000 – Tierra batida – 32S/6Q/8D Cuadro Individual – Cuadro Dobles                 | Patricia Maria Țig 3–6, 6–1, 6–2                        | Alison Van Uytvanck                       | Jasmine Paolini Paula Badosa         | Ekaterine Gorgodze Stephanie Wagner Tamara Korpatsch Tereza Mrdeža |
| 29 de julio     | Liqui Moly Open Karlsruhe Karlsruhe, Alemania $125,000 – Tierra batida – 32S/6Q/8D Cuadro Individual – Cuadro Dobles                 | Lara Arruabarrena Renata Voráčová 6–7(2–7), 6–4, [10–4] | Han Xinyun Yuan Yue                       | Jasmine Paolini Paula Badosa         | Ekaterine Gorgodze Stephanie Wagner Tamara Korpatsch Tereza Mrdeža |
| 2 de septiembre | Oracle Challenger Series – New Haven New Haven, Estados Unidos $125,000 – Dura – 32S/24Q/16D Cuadro Individual – Cuadro Dobles       | Anna Blinkova 6–4, 6–2                                  | Usue Maitane Arconada                     | Heather Watson Lauren Davis          | Danielle Lao Astra Sharma Pauline Parmentier Jennifer Brad         |
| 2 de septiembre | Oracle Challenger Series – New Haven New Haven, Estados Unidos $125,000 – Dura – 32S/24Q/16D Cuadro Individual – Cuadro Dobles       | Anna Blinkova Oksana Kalashnikova 6–2, 4–6, [10–4]      | Usue Maitane Arconada Jamie Loeb          | Heather Watson Lauren Davis          | Danielle Lao Astra Sharma Pauline Parmentier Jennifer Brad         |
| 12 de noviembre | OEC Taipei WTA Challenger Taipéi, Taiwán $125,000 – Dura (bajo techo) – 32S/16Q/16D Cuadro Individual – Cuadro Dobles                | Vitalia Diatchenko 6–3, 6–2                             | Tímea Babos                               | Danka Kovinić Viktoriya Tomova       | Kyōka Okamura Jana Čepelová Dalila Jakupović Naiktha Bains         |
| 12 de noviembre | OEC Taipei WTA Challenger Taipéi, Taiwán $125,000 – Dura (bajo techo) – 32S/16Q/16D Cuadro Individual – Cuadro Dobles                | Lee Ya-hsuan Wu Fang-hsien 4–6, 6–4, [10–7]             | Dalila Jakupović Danka Kovinić            | Danka Kovinić Viktoriya Tomova       | Kyōka Okamura Jana Čepelová Dalila Jakupović Naiktha Bains         |
| 12 de noviembre | Oracle Challenger Series – Houston Houston, Estados Unidos $140,000 – Dura – 32S/24Q/16D Cuadro Individual – Cuadro Dobles           | Kirsten Flipkens 7–6(7–4), 6–4                          | Coco Vandeweghe                           | Stefanie Vögele Irina Falconi        | Mandy Minella Katarina Zavatska Caty McNally Taylor Townsend       |
| 12 de noviembre | Oracle Challenger Series – Houston Houston, Estados Unidos $140,000 – Dura – 32S/24Q/16D Cuadro Individual – Cuadro Dobles           | Ellen Perez Luisa Stefani 1–6, 6–4, [10–5]              | Sharon Fichman Ena Shibahara              | Stefanie Vögele Irina Falconi        | Mandy Minella Katarina Zavatska Caty McNally Taylor Townsend       |
| 16 de diciembre | Open de Limoges Limoges, France $125,000 – Dura (bajo techo) – 32S/16Q/8D Cuadro Individual – Cuadro Dobles                          | Ekaterina Alexandrova 6–1, 6–3                          | Aliaksandra Sasnovich                     | Nicole Gibbs Greet Minnen            | Ana Bogdan Sorana Cîrstea Jil Teichmann Liudmila Samsonova         |
| 16 de diciembre | Open de Limoges Limoges, France $125,000 – Dura (bajo techo) – 32S/16Q/8D Cuadro Individual – Cuadro Dobles                          | Georgina García Pérez Sara Sorribes 6–2, 7–6(7–3)       | Ekaterina Alexandrova Oksana Kalashnikova | Nicole Gibbs Greet Minnen            | Ana Bogdan Sorana Cîrstea Jil Teichmann Liudmila Samsonova         |

## Estadística
En los cuadros figuran el número de títulos indivisuales (S) y dobles (D) ganados por cada jugadora y cada país durante la temporada, dentro de todas las categorías del torneo de la WTA 125s de 2019. Las jugadoras / países sean ordenados por:
1) el número total de títulos (un título de dobles ganado por dos jugadoras que representan a la misma nación sólo es tomado por uno).
2) primero individuales > luego los dobles.
3) por orden alfabético (por los apellidos de las jugadoras).
Para evitar la confusión y la doble contabilización, estas tablas deben actualizarse sólo después de que un evento se haya completado.

### Títulos por tenistas
| Total | Jugadoras             | S | D | S | D |
| ----- | --------------------- | - | - | - | - |
| 2     | Anna Blinkova         | ● | ● | 1 | 1 |
| 2     | Misaki Doi            | ● | ● | 1 | 1 |
| 1     | Ekaterina Alexandrova | ● |   | 1 | 0 |
| 1     | Bianca Andreescu      | ● |   | 1 | 0 |
| 1     | Kirsten Flipkens      | ● |   | 1 | 0 |
| 1     | Viktorija Golubic     | ● |   | 1 | 0 |
| 1     | Veronika Kudermétova  | ● |   | 1 | 0 |
| 1     | Patricia Maria Țig    | ● |   | 1 | 0 |
| 1     | Saisai Zheng          | ● |   | 1 | 0 |
| 1     | Tamara Zidanšek       | ● |   | 1 | 0 |
| 1     | Lara Arruabarrena     |   | ● | 0 | 1 |
| 1     | Timea Bacsinszky      |   | ● | 0 | 1 |
| 1     | Hayley Carter         |   | ● | 0 | 1 |
| 1     | Vitalia Diatchenko    |   | ● | 0 | 1 |
| 1     | Yingying Duan         |   | ● | 0 | 1 |
| 1     | Georgina García Pérez |   | ● | 0 | 1 |
| 1     | Oksana Kalashnikova   |   | ● | 0 | 1 |
| 1     | Ya-hsuan Lee          |   | ● | 0 | 1 |
| 1     | Mandy Minella         |   | ● | 0 | 1 |
| 1     | Ellen Perez           |   | ● | 0 | 1 |
| 1     | Kristýna Plíšková     |   | ● | 0 | 1 |
| 1     | Evgeniya Rodina       |   | ● | 0 | 1 |
| 1     | María Sánchez         |   | ● | 0 | 1 |
| 1     | Ena Shibahara         |   | ● | 0 | 1 |
| 1     | Sara Sorribes         |   | ● | 0 | 1 |
| 1     | Luisa Stefani         |   | ● | 0 | 1 |
| 1     | Fanny Stollár         |   | ● | 0 | 1 |
| 1     | Natalia Vikhlyantseva |   | ● | 0 | 1 |
| 1     | Renata Voráčová       |   | ● | 0 | 1 |
| 1     | Yafan Wang            |   | ● | 0 | 1 |
| 1     | Fang-hsien Wu         |   | ● | 0 | 1 |

### Títulos por país
| Total | Países             | S | D |
| ----- | ------------------ | - | - |
| 6     | Rusia              | 3 | 3 |
| 2     | China              | 1 | 1 |
| 2     | Japón              | 1 | 1 |
| 2     | Suiza              | 1 | 1 |
| 2     | España             | 0 | 2 |
| 2     | Estados Unidos     | 0 | 2 |
| 2     | República Checa    | 0 | 2 |
| 1     | Bélgica            | 1 | 0 |
| 1     | Canadá             | 1 | 0 |
| 1     | Rumania            | 1 | 0 |
| 1     | Australia          | 0 | 1 |
| 1     | Brasil             | 0 | 1 |
| 1     | República de China | 0 | 1 |
| 1     | Georgia            | 0 | 1 |
| 1     | Hungría            | 0 | 1 |
| 1     | Luxemburgo         | 0 | 1 |